# The Papered Door
The Papered Door è un cortometraggio muto del 1915 diretto da Lawrence C. Windom.

## Produzione
Il film fu prodotto dalla Essanay Film Manufacturing Company.

## Distribuzione
Distribuito dalla General Film Company, il film - un cortometraggio in tre bobine - uscì nelle sale cinematografiche USA il 23 novembre 1915.
Viene citato in Moving Picture World del 27 novembre 1915.